# Joe Spinell
Joe Spinell, ursprungligen Joseph J. Spagnuolo, född 28 oktober 1936 i New York, död 13 januari 1989 i New York, var en amerikansk skådespelare och manusförfattare.

## Karriär
Joseph Spagnuolo började sin skådespelarkarriär som 12-åring och fortsatte genom tonåren som medlem i olika teatergrupper. 1960 skrev han kontrakt med MGM som rekommenderade att han kortade ner sitt namn till Joe Spinell. Vid sidan av skådespeleriet arbetade Spinell bland annat som affärsbiträde, postanställd och taxichaufför innan han 1972 blev upptäckt av filmregissören Francis Ford Coppola. Efter mötet fick Spinell sitt genombrott som gangstern Willi Cicci i Coppolas Gudfadern och Gudfadern del II. Efter det följde roller i bland annat Taxi Driver, Rocky, Rocky II, Lockbetet och Nighthawks. Men han blev förmodligen mest känd som seriemördaren i Frank Zito i William Lustigs skräckfilm Maniac från 1980, som Spinell även var med och skrev manus till. Filmen har idag erhållit kultstatus och klassas som en klassiker i slashergenrén. Spinell fortsatte sin karriär, med få undantag, nästan helt inom skräck- och undergroundfilm.

## Privatliv
Spinell var gift med skådespelerskan Jean Jennings mellan 1977 och 1979, de har även en dotter tillsammans.
Spinells dödsorsak är än idag oklar men han led hela livet av blödarsjuka och astma, vilka förmodligen haft stor inverkan. Under den senare tiden i livet skall hans liv även ha kantats av drogmissbruk och alkoholism. Han avled 1989 hemma i sin lägenhet i New York, endast 52 år gammal.
Privat var Spinell nära vän till bland andra Francis Ford Coppola, William Friedkin och Sylvester Stallone. Han var även gudfar till Stallones son, Sasha Stallone.